# Championnat des Amériques féminin de basket-ball des moins de 16 ans 2009
Navigation
Mexique 2011
Le championnat des Amériques féminin de basket-ball des moins de 16 ans 2009 se déroule à Mexico au Mexique du 10 au 14 août 2009. Il s'agit de la première édition de la compétition.

## Équipes participantes

### Qualifications
8 équipes, issues des différentes zones de qualification du Championnat des Amériques U16, sont qualifiées pour cette compétition.
| Mode de qualification                                                                  | Places | Nations qualifiées                          |
| -------------------------------------------------------------------------------------- | ------ | ------------------------------------------- |
| Hôte du championnat des Amériques U16 2009                                             | 1      | Mexique                                     |
| Qualifications Championnat des Amériques U16 2009 (Zone Amérique du Nord)              | 2      | Canada États-Unis                           |
| Qualifications Championnat des Amériques U16 2009 (Zone Amérique centrale et Caraïbes) | 3      | Guatemala Porto Rico République dominicaine |
| Qualifications Championnat des Amériques U16 2009 (Zone Amérique du Sud)               | 2      | Argentine Brésil                            |

## Rencontres

### Premier tour
Légende des classements
- Qualifié pour les demi-finales
- Qualifié pour les matches de classement

#### Groupe A
| Rang | Équipe    | Pts | J | G | P | Pp  | Pc  | Diff |  | Résultats (dom.\ext.) |   |       |       |       |
| ---- | --------- | --- | - | - | - | --- | --- | ---- |  | --------------------- | - | ----- | ----- | ----- |
| 1    | Canada    | 6   | 3 | 3 | 0 | 233 | 124 | 109  |  | Canada                |   | 68-56 | 68-46 | 97-22 |
| 2    | Brésil    | 5   | 3 | 2 | 1 | 200 | 167 | 33   |  | Brésil                | - |       | 66-62 | 78-37 |
| 3    | Mexique   | 4   | 3 | 1 | 2 | 184 | 174 | 10   |  | Mexique               | - | -     |       | 76-40 |
| 4    | Guatemala | 3   | 3 | 0 | 3 | 99  | 251 | -152 |  | Guatemala             | - | -     | -     |       |

#### Groupe B
| Rang | Équipe                 | Pts | J | G | P | Pp  | Pc  | Diff |  | Résultats (dom.\ext.)  |   |       |        |        |
| ---- | ---------------------- | --- | - | - | - | --- | --- | ---- |  | ---------------------- | - | ----- | ------ | ------ |
| 1    | États-Unis             | 6   | 3 | 3 | 0 | 335 | 87  | 248  |  | États-Unis             |   | 93-33 | 114-37 | 128-17 |
| 2    | Argentine              | 5   | 3 | 2 | 1 | 201 | 179 | 22   |  | Argentine              | - |       | 78-53  | 90-33  |
| 3    | Porto Rico             | 4   | 3 | 1 | 2 | 163 | 251 | -88  |  | Porto Rico             | - | -     |        | 73-59  |
| 4    | République dominicaine | 3   | 3 | 0 | 3 | 109 | 291 | -182 |  | République dominicaine | - | -     | -      |        |

### Tableau final
|  | Demi-finales | Demi-finales | Demi-finales | Demi-finales |                               |            | Finale       | Finale       | Finale       | Finale       |
|  |              |              |              |              |                               |            |              |              |              |              |
|  | 13 août 2009 | 13 août 2009 | 13 août 2009 | 13 août 2009 |                               |            | 14 août 2009 | 14 août 2009 | 14 août 2009 | 14 août 2009 |
|  | B1           | États-Unis   | 105          | 105          |                               |            | 14 août 2009 | 14 août 2009 | 14 août 2009 | 14 août 2009 |
|  | B1           | États-Unis   | 105          | 105          |                               |            | 14 août 2009 | 14 août 2009 | 14 août 2009 | 14 août 2009 |
|  | A2           | Brésil       | 54           | 54           |                               |            | 14 août 2009 | 14 août 2009 | 14 août 2009 | 14 août 2009 |
|  | A2           | Brésil       | 54           | 54           | États-Unis                    | États-Unis | 103          | 103          |              |              |
|  | 13 août 2009 |              |              |              | États-Unis                    | États-Unis | 103          | 103          |              |              |
|  |              |              | Canada       | Canada       | 52                            | 52         |              |              |              |              |
|  | A1           | Canada       | Canada       | Canada       | 52                            | 52         | 66           | 66           |              |              |
|  | A1           | Canada       |              |              |                               |            |              | 66           |              |              |
|  | B2           | Argentine    | 59           | 59           |                               |            |              |              |              |              |
|  | B2           | Argentine    | 59           | 59           | Match pour la troisième place |            |              |              |              |              |
|  |              |              |              |              |                               |            |              |              |              |              |
|  | 14 août 2009 |              |              |              |                               |            |              |              |              |              |
|  | Brésil       | Brésil       | 47           | 47           |                               |            |              |              |              |              |
|  | Brésil       | Brésil       | 47           | 47           |                               |            |              |              |              |              |
|  | Argentine    | Argentine    | 64           | 64           |                               |            |              |              |              |              |
|  | Argentine    | Argentine    | 64           | 64           |                               |            |              |              |              |              |

### Matches de classement

#### Matches pour la5eplace
|  | Tour de classement 5e - 8e | Tour de classement 5e - 8e | Tour de classement 5e - 8e | Tour de classement 5e - 8e |                        |         | Match pour la 5e place | Match pour la 5e place | Match pour la 5e place | Match pour la 5e place |
|  |                            |                            |                            |                            |                        |         |                        |                        |                        |                        |
|  | 13 août 2009               | 13 août 2009               | 13 août 2009               | 13 août 2009               |                        |         | 14 août 2009           | 14 août 2009           | 14 août 2009           | 14 août 2009           |
|  | Mexique                    | Mexique                    | 121                        | 121                        |                        |         | 14 août 2009           | 14 août 2009           | 14 août 2009           | 14 août 2009           |
|  | Mexique                    | Mexique                    | 121                        | 121                        |                        |         | 14 août 2009           | 14 août 2009           | 14 août 2009           | 14 août 2009           |
|  | République dominicaine     | République dominicaine     | 38                         | 38                         |                        |         | 14 août 2009           | 14 août 2009           | 14 août 2009           | 14 août 2009           |
|  | République dominicaine     | République dominicaine     | 38                         | 38                         | Mexique                | Mexique | 72                     | 72                     |                        |                        |
|  | 13 août 2009               |                            |                            |                            | Mexique                | Mexique | 72                     | 72                     |                        |                        |
|  |                            |                            | Porto Rico                 | Porto Rico                 | 56                     | 56      |                        |                        |                        |                        |
|  | Porto Rico                 | Porto Rico                 | Porto Rico                 | Porto Rico                 | 56                     | 56      | 45                     | 45                     |                        |                        |
|  | Porto Rico                 | Porto Rico                 |                            |                            |                        |         |                        | 45                     |                        |                        |
|  | Guatemala                  | Guatemala                  | 39                         | 39                         |                        |         |                        |                        |                        |                        |
|  | Guatemala                  | Guatemala                  | 39                         | 39                         | Match pour la 7e place |         |                        |                        |                        |                        |
|  |                            |                            |                            |                            |                        |         |                        |                        |                        |                        |
|  | 14 août 2009               |                            |                            |                            |                        |         |                        |                        |                        |                        |
|  | République dominicaine     | République dominicaine     | 65                         | 65                         |                        |         |                        |                        |                        |                        |
|  | République dominicaine     | République dominicaine     | 65                         | 65                         |                        |         |                        |                        |                        |                        |
|  | Guatemala                  | Guatemala                  | 57                         | 57                         |                        |         |                        |                        |                        |                        |
|  | Guatemala                  | Guatemala                  | 57                         | 57                         |                        |         |                        |                        |                        |                        |

## Classement final
| Place                        | Équipe                 | Vict.-Déf. |
| ---------------------------- | ---------------------- | ---------- |
| Médaille d'or, Amérique      | États-Unis             | 5 - 0      |
| Médaille d'argent, Amérique  | Canada                 | 4 - 1      |
| Médaille de bronze, Amérique | Argentine              | 3 - 2      |
| 4                            | Brésil                 | 2 - 3      |
| 5                            | Mexique                | 3 - 2      |
| 6                            | Porto Rico             | 2 - 3      |
| 7                            | République dominicaine | 1 - 4      |
| 8                            | Guatemala              | 0 - 5      |

- Qualification pour la Coupe du Monde U17 2010

## Leaders statistiques

### Points
| Place | Nom                    | Équipe     | PPM  |
| ----- | ---------------------- | ---------- | ---- |
| 1     | Laura Nuñez            | Mexique    | 15,5 |
| 2     | Emily Rosales          | Guatemala  | 14,4 |
| 3     | Nirra Fields           | Canada     | 14,2 |
| 4     | Kaleena Mosqueda-Lewis | États-Unis | 14,0 |
| 5     | Elizabeth Williams     | États-Unis | 13,4 |

### Rebonds
| Place | Nom                       | Équipe     | RPM  |
| ----- | ------------------------- | ---------- | ---- |
| 1     | Bego Faz Davalos          | Mexique    | 10,8 |
| 2     | Emily Rosales             | Guatemala  | 10,2 |
| 3     | Shalie Dheensaw           | Canada     | 9,6  |
| 4     | Laura Nuñez               | Mexique    | 9,0  |
| 5     | Diamalises Rivera Barceló | Porto Rico | 7,4  |

### Passes décisives
| Place | Nom              | Équipe     | PDPM |
| ----- | ---------------- | ---------- | ---- |
| 1     | Ariel Massengale | États-Unis | 4,8  |
| 2     | Cierra Burdick   | États-Unis | 3,6  |
| 3     | Narda Salceda    | Mexique    | 3,5  |
| 4     | Kaleena Lewis    | États-Unis | 3,2  |
| 5     | Karly Roser      | Canada     | 3,0  |

### Contres
| Place | Nom                       | Équipe     | CPM |
| ----- | ------------------------- | ---------- | --- |
| 1     | Laura Nuñez               | Mexique    | 3,8 |
| 2     | Gona Faz Davalos          | Mexique    | 2,2 |
| 3     | Shalie Dheensaw           | Canada     | 1,8 |
| 4     | Diamalises Rivera Barcelo | Porto Rico | 1,5 |
| 4     | Breanna Stewart           | États-Unis | 1,5 |
| 4     | Elizabeth Williams        | États-Unis | 1,5 |

### Interceptions
| Place | Nom             | Équipe                 | IPM |
| ----- | --------------- | ---------------------- | --- |
| 1     | Laura Nuñez     | Mexique                | 3,3 |
| 2     | Lucía Sánchez   | Mexique                | 3,2 |
| 3     | Ashley Santos   | Porto Rico             | 2,5 |
| 4     | Erika Leite     | Brésil                 | 2,4 |
| 5     | Paola Benítez   | Mexique                | 2,2 |
| 5     | Melissa Zamudio | Mexique                | 2,2 |
| 5     | Julady Zapata   | République dominicaine | 2,2 |